# Santa Maria de la Bisbal d'Empordà
L'església de Santa Maria de la Bisbal d'Empordà és una obra del municipi de la Bisbal d'Empordà protegida com a bé cultural d'interès local.

## Descripció
L'església de Santa Maria es troba elevada respecte del nivell de la plaça Major. S'hi accedeix a través d'una escalinata. Es tracta d'un edifici de grans dimensions, d'una nau amb capelles laterals i absis poligonal de cinc costats. La façana d'accés s'obre a ponent, amb una gran portalada central que presenta una porta d'arc carpanell emmarcada per una estructura decorativa típicament barroca: dos grans pedestals suporten dos parells de columnes de capitell compost que serveixen de base a un entaulament delimitat per una motllura sinuosa molt sobresortint. Al damunt hi ha una fornícula buida amb timpà trencat, al centre del qual hi ha la data del "1757". La façana es completa amb una rosassa superior i, dins una fornícula, una escultura de la Mare de Déu. La coberta és de teula a dues vessants. A la banda esquerra de la façana està situat el campanar; és un element de base quadrada i pisos superiors octogonals amb finestres d'arc apuntat. El parament de migdia presenta set contraforts entre les capelles laterals, mentre que el situat a la banda nord té sis contraforts.

## Història
La primitiva església de Santa Maria de la Bisbal fou consagrada l'any 904, encara que el temple actual no conserva cap vestigi anterior al segle xviii. L'obra va ser començada durant els primers anys d'aquell segle, com ho confirmen les dates del 1704 i 1705 que apareixen a les portes del presbiteri. A la façana hi ha la data del 1757, segurament data d'acabament del temple. Després de la guerra civil del 1936-39 va haver de fer-se de nou l'altar major, obra dirigida per l'arquitecte Pelai Martínez i inaugurada l'any 1953.